# Wilhelmsgymnasium

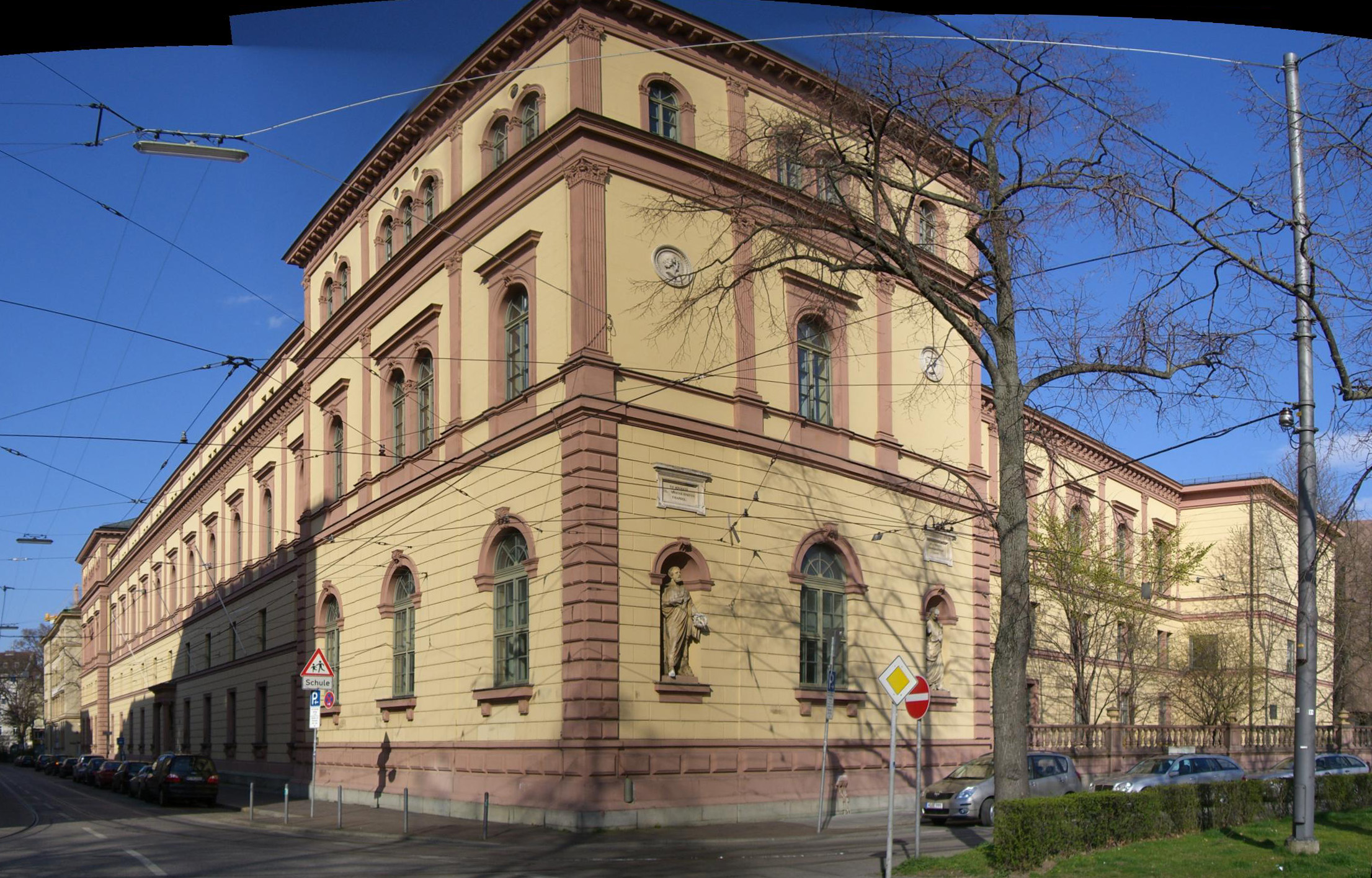
La sede attuale

Lo Staatliche Wilhelmsgymnasium è un ginnasio di Monaco di Baviera, che contava 547 studenti nell'anno scolastico 2015/16.

## Storia

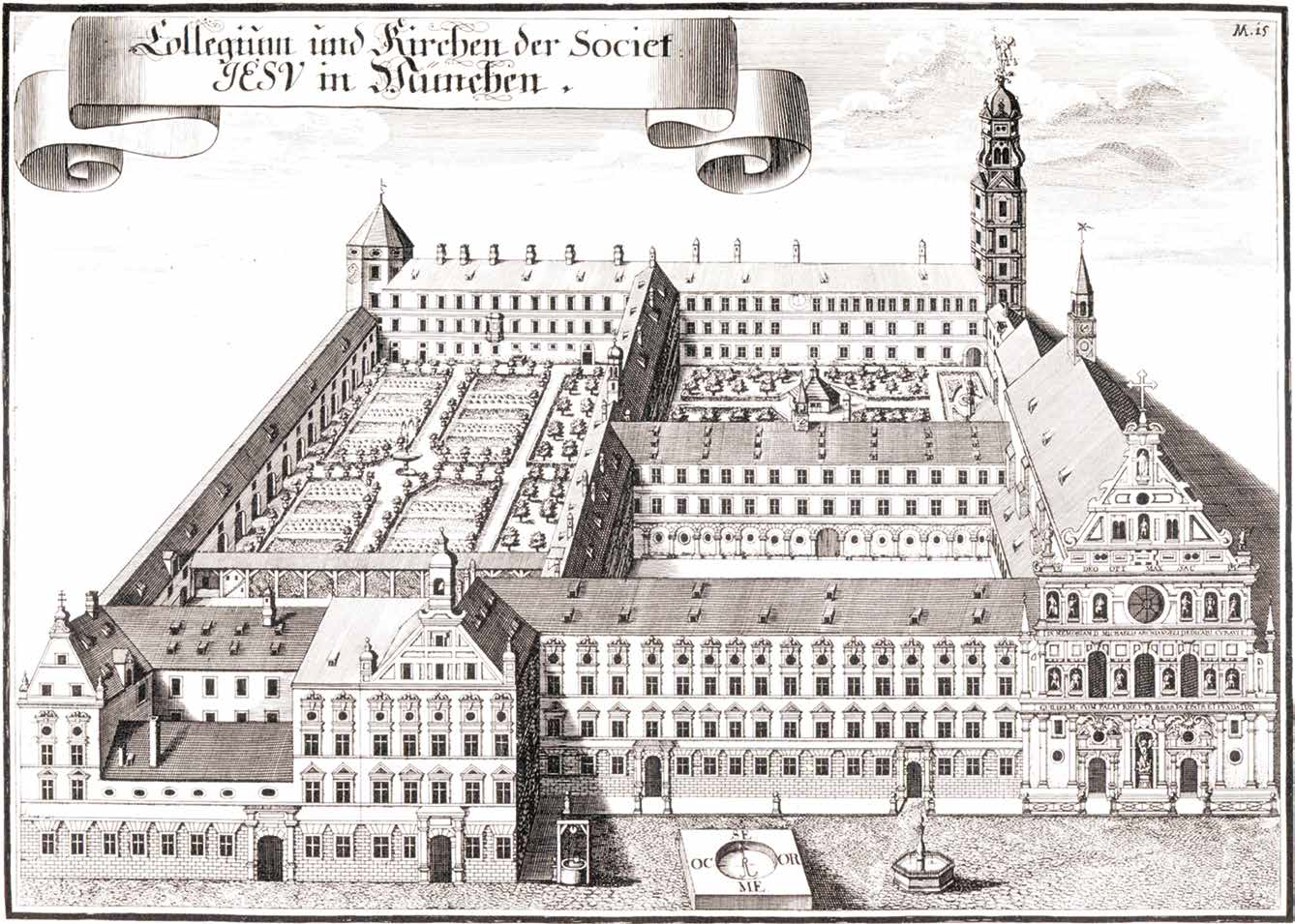
Il Wilhelminum nel 1700

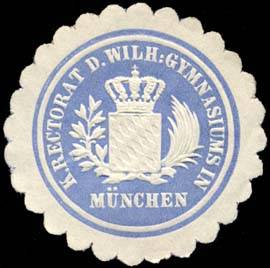
Siegelmarke (sigillo adesivo) del ginnasio

Il Wilhelmsgymnasium venne fondato nel 1559 dal duca Alberto V di Baviera come Paedagogium, e fu gestito dai gesuiti fino alla soppressione dell'ordine nel 1773.
Inizialmente la scuola era ospitata nella casa dei gesuiti, tuttavia dovette essere trasferita in una sistemazione provvisoria nella residenza ducale della Alter Hof, quando dei precedenti locali ebbe bisogno la università di Monaco che veniva trasferita da Ingolstadt.
Dal 1824 la scuola si chiamò Altes Gymnasium ("Vecchio ginnasio") o Alte Akademie, per poi essere intitolata, dal 1849, al successore di Alberto V, il duca Guglielmo V di Baviera. 
Dal 1830 il ginnasio poté essere ospitato in un edificio residenziale barocco in Herzogspitalstraße 18, che tuttavia si rivelò troppo piccolo.
Fra il 1875 e il 1877 il re Ludwig II di Baviera fece edificare la nuova sede in stile neoclassico.
Il Wilhelmsgymnasium fu dal 1799 al 1826 e dal 1877 al 1918 la scuola dei paggi della Casa di Wittelsbach.
Durante la seconda guerra mondiale il Wilhelmsgymnasium fu seriamente danneggiato e fra il 1952 e il 1958 fu ricostruito con profonde trasformazioni. A partire dall'inizio degli anni settanta furono ammesse al ginnasio anche le ragazze.

## Biblioteca
A partire dalla fondazione del collegio gesuitico nel 1559 la biblioteca dell'istituto si è arricchita attraverso donazioni ed acquisizioni. Essa perciò custodisce anche svariate opere dell'epoca iniziale della stampa, innanzitutto editiones principes degli autori classici. Fino alla secolarizzazione dei beni ecclesiastici il patrimonio librario in molte materie fu continuamente aumentato ed aggiornato.
Il punto forte della biblioteca sono le letterature classiche, poi vengono le opere poetiche delle letterature neolatine.
Molto ben rappresentata è anche la letteratura tedesca, dall'età barocca a quella romantica, così come la geografia, le scienze naturali, la storia bavarese ed europea, nonché la letteratura di viaggio di tre secoli.
La biblioteca raccoglie circa 11.000 volumi, di cui tuttavia il 20-30% richiede interventi di conservazione o restauro.

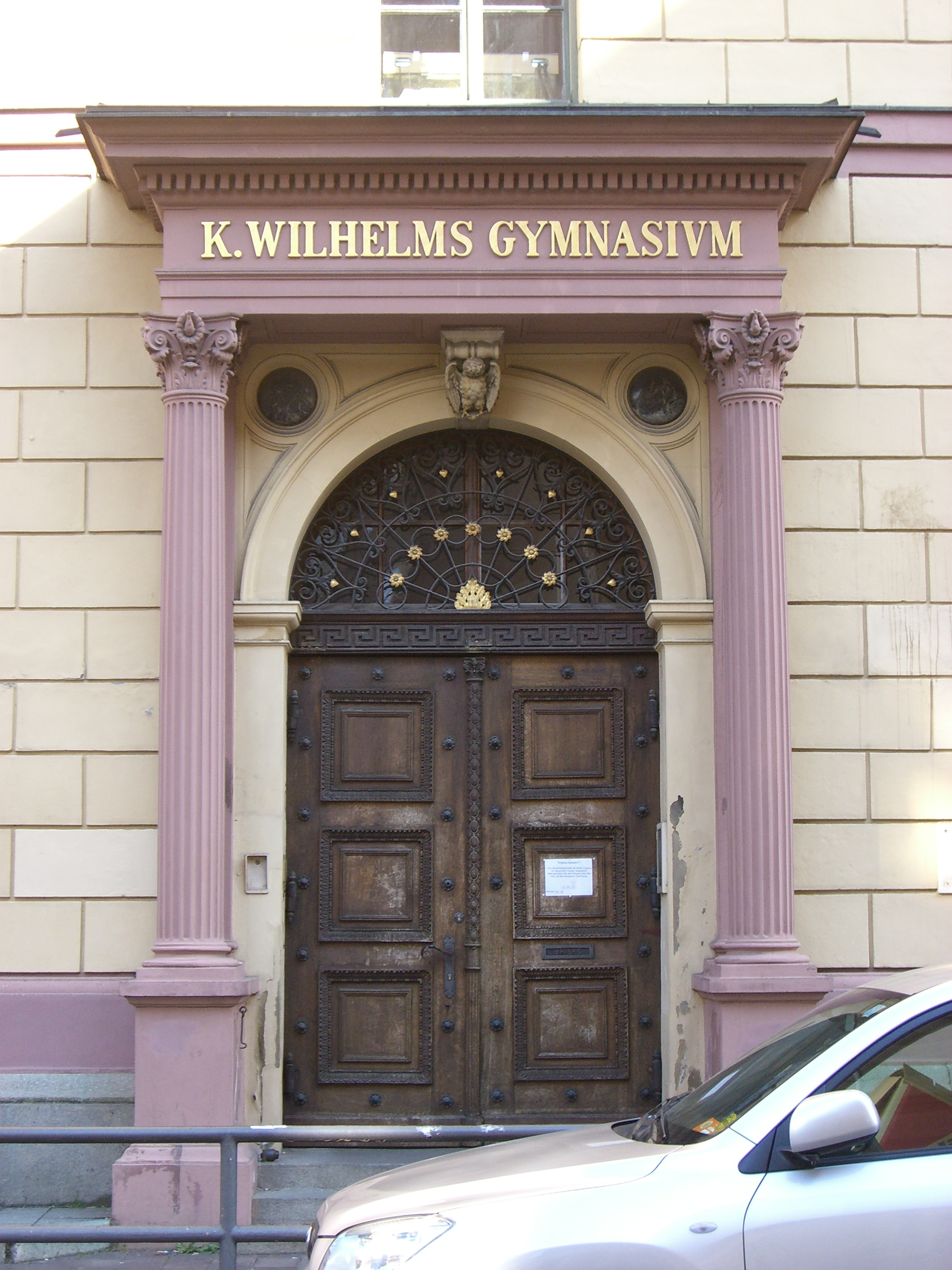
L'ingresso principale

## Programma di studio
Quando la scuola nacque nel 1559, essa venne fondata non solo come scuola elementare, ma come Paedagogium. La scuola rimase informata ad una sensibilità pedagogica, propria sia dell'Umanesimo che della religiosità gesuitica, fino alla soppressione della Compagnia di Gesù nel 1773. ne derivò un'impostazione fortemente letteraria, al cui centro stavano le letterature neolatine. Da questa tradizione deriva la ricchezza della biblioteca d'istituto.
Il ginnasio è rimasto fedele all'impostazione umanistica. Oggi nella quinta classe viene iniziato lo studio del latino, considerato prima lingua straniera, nella sesta classe segue lo studio dell'inglese, dall'ottava classe quello del greco e in decima classe quello di una lingua neolatina, attualmente l'italiano.